# Provincia di Kossi
La provincia di Kossi è una delle 45 province del Burkina Faso, situata nella Regione di Boucle du Mouhoun. Il capoluogo è Nouna.

## Struttura della provincia
La provincia di Kossi comprende 10 dipartimenti, di cui 1 città e 9 comuni:

### Città
- Nouna

### Comuni
- Barani
- Bomborokuy
- Bourasso
- Djibasso
- Dokuy
- Doumbala
- Kombori
- Madouba
- Sono